# Geschichte der Stadt Coburg
Die Geschichte der Stadt Coburg umfasst die Entwicklungen auf dem heutigen Gebiet der Stadt Coburg von der ersten Besiedlung bis zur Gegenwart. Sie ist seit dem Jahr 1056 dokumentiert.

## Mittelalter
Erstmals urkundlich erwähnt wurde „Koburk“ 1056 in einer Schenkungsurkunde, mit der die exilierte Polenkönigin Richeza dem Erzbischof Anno von Köln ein Gut schenkte. Die Besitzungen lagen auf dem Festungsberg oder dem benachbarten Fürwitz. Anno von Köln gründete 1074 auf dem Festungsberg als Nebenkloster der Abtei zu Saalfeld das Kloster Sankt Peter und Paul mit einer Propstei.
Coburg war vermutlich neben der älteren Talsiedlung „Trufalistat“ eine Neugründung (zentraler Markt, kreuzförmig mündende Durchgangsstraßen).
Die Erwähnung von Coburg als Stadt folgte in einer Urkunde vom 24. Mai 1217, von der eine spätmittelalterliche Kopie vorliegt. Darin wurden die Pfarrrechte festgelegt und in der es aus dem Lateinischen übersetzt unter anderem heißt: „an der Kirche und der gesamten Stadt Coburg, die früher Trufalistat genannt wurde“. Eine eindeutige Namensherkunft ist nicht feststellbar. Habel leitet den Namen vom altslawischen chov für Sicherung ab und deutet somit Coburg als Sicherungsburg. Für Graßmuck war der Name von Anfang an ebenfalls ein militärischer Terminus.
Im 11. Jahrhundert wurde der klösterliche Wirtschaftshof vom Festungsberg ins Tal zur heutigen Morizkirche verlegt und es entstand eine erste Kirche.

## Spätmittelalter
Über den Ausbau und die Veränderungen der Stadt im späten Mittelalter gibt es nur wenige Dokumente. Um 1250 wurde ein Franziskanerkloster an der Stelle der heutigen Ehrenburg gegründet. Die ersten Herrscher von Coburg waren die Meranier, 1265 wurden sie von den Hennebergern abgelöst. Das erste Stadtwappen trug folglich die Henne auf dem Berg. 1331 verlieh Kaiser Ludwig der Baier Coburg das Schweinfurter Stadtrecht. 1330 bis ins 15. Jahrhundert wurde an St. Moriz, der Hauptkirche der Stadt, gebaut.
1353 erbte Markgraf Friedrich III. von Meißen und somit das Haus Wettin von dem Henneberger Grafen Heinrich die Herrschaft Coburg (Pflege Coburg); Stadtwappen wurde der Meißener Löwe. Seit 1430 ist der Heilige Mauritius Stadtwappen. 1444 fand in der Stadt erstmals ein urkundlich erwähntes Vogelschießen (heute Schützenfest) statt.
In Coburg ist seit 1336 ein mittelalterliches Leprosorium nachweisbar, das als Siechenhaus bezeichnet wurde. Es befand sich „vor dem Ketschentor“, die dazugehörige Kapelle war St. Nikolaus geweiht.

## 16. bis 18. Jahrhundert

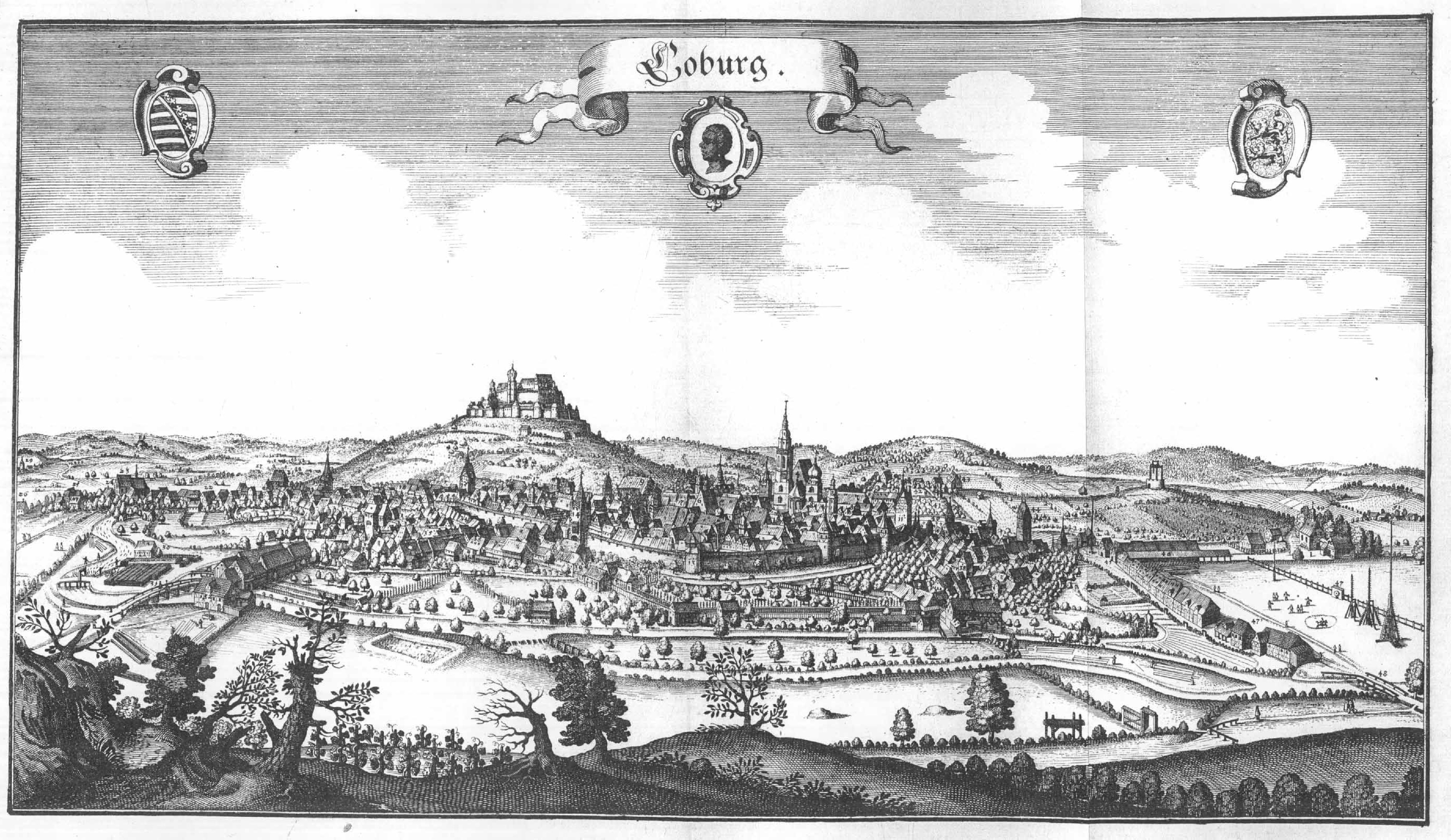
Coburg im 17. Jahrhundert

1485 wurde Coburg nach der Leipziger Teilung Land der Ernestiner. Da die sächsischen Kurfürsten die Reformation unterstützten, konnte diese schon bis 1524 durch den Pfarrer Balthasar Düring in Coburg eingeführt werden. 1528 fand die letzte katholische Messe in der Siechenkapelle statt. Im Jahr 1530 weilte Martin Luther ein halbes Jahr auf der Veste Coburg, weil er am Reichstag zu Augsburg wegen der über ihn verhängten Reichsacht nicht teilnehmen konnte. Coburg war der nächstgelegene sichere Ort zu Augsburg.
Unter Herzog Johann Ernst wurde Coburg 1542 erstmals Residenzstadt. Bis 1547 ließ er das aufgelöste Barfüßerkloster zum herzoglichen Stadtschloss Ehrenburg umbauen. Mit dem Tod des kinderlosen Johann Ernst 1553 endete Coburgs erste Dekade als Residenzstadt. 1577 bis 1580 erfolgte der Erweiterungsbau des Rathauses von 1438.

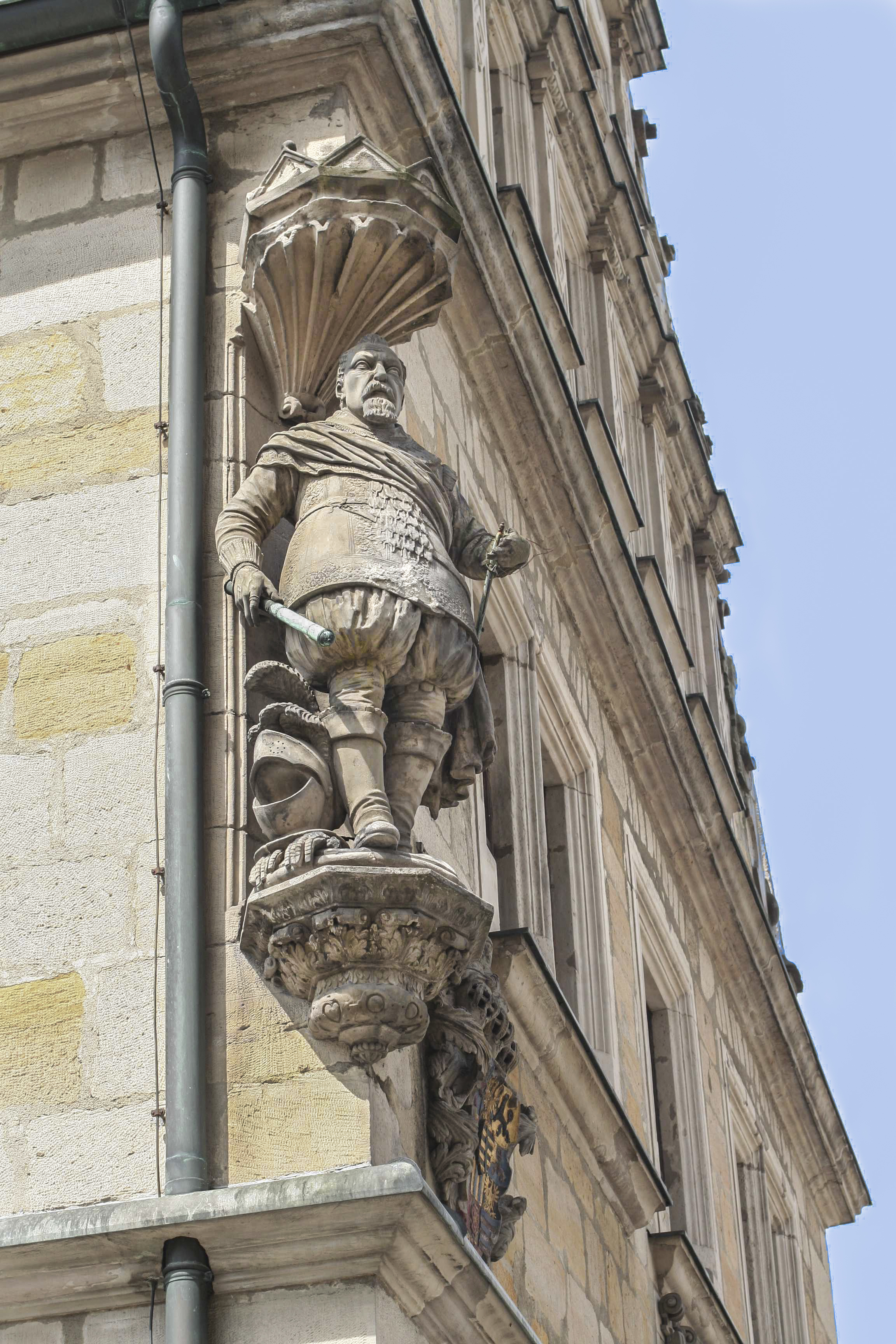
Herzog Casimir

Zwischen 1586 und 1633 war Coburg Residenz eines eigenstaatlichen Fürstentums Sachsen-Coburg. In dieser Periode gab es unter Herzog Johann Casimir in Coburg eine rege Bautätigkeit. Er ließ zwischen 1597 und 1601 für die herzogliche Behörde das Regierungshaus (ab 1957 Stadthaus) am Marktplatz errichten, legte den Grundstein zum 1605 eingeweihten Gymnasium Casimirianum und erbaute von 1616 bis 1621 das Zeughaus in der Herrengasse. Zusätzlich wurde die Veste Coburg zur Festung ausgebaut.
Während der Regierungszeit von Herzog Johann Casimir (1586–1633) fanden die meisten Hexenprozesse statt, ca. 178 sind bisher nachweisbar. Ab 1532 war es in Coburg und Heldburg zu einzelnen Prozessen gegen vermeintliche Hexen gekommen. Die intensiven Verfolgungswellen fanden 1612 bis 1619 und 1628 bis 1632 statt. Die Prozesse wurden nicht nur in Coburg, sondern auch in Heldburg und Hildburghausen durchgeführt. Als sich im September 1632 die Wallensteinschen Truppen der Stadt näherten, hörten die Prozesse für einige Jahre auf. Ab etwa 1640 wurden ca. 50 weitere Personen wegen Verdacht auf Hexerei verhaftet. Insgesamt gab es in Coburg und Umgebung im 16. und 17. Jahrhundert mindestens 228 Hexenprozesse. Nicht in allen Fällen kam es zu einer Hinrichtung der Angeklagten.
Im Dreißigjährigen Krieg besetzten kaiserliche und bayerische Truppen unter Wallenstein 1632 die Stadt und belagerten ohne Erfolg die Veste Coburg. General Georg Christoph von Taupadel verteidigte die Stadt. Zwei Jahre später zogen kaiserliche Truppen unter General Graf Lamboy erneut in die Stadt ein und eroberten diesmal auch die Veste durch eine List. Zum Ende des Kriegs war etwa die Hälfte der Häuser zerstört und die Einwohnerzahl auf die Hälfte gesunken.

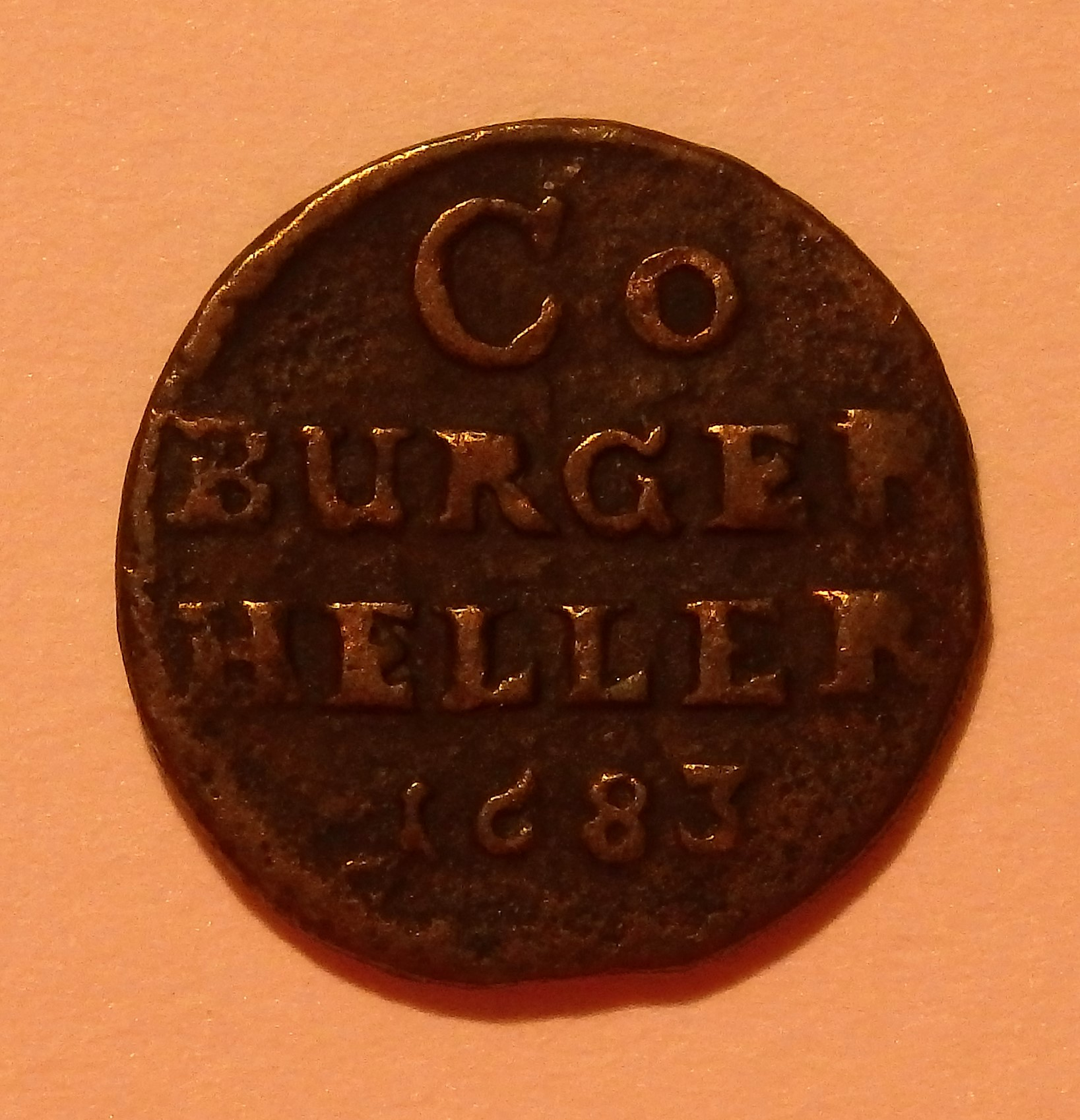
Coburger Kupferheller, Jahr 1683

Ab 1680 wurde Coburg wieder Residenz, diesmal von Herzog Albrecht, der allerdings 1699 kinderlos starb. Dieser baute das 1690 niedergebrannte Schloss Ehrenburg als Barockschloss wieder auf. 1714 entstand auf dem Anger ein größeres Schützenhaus. Mit Beendigung der Erbstreitigkeiten unter den Ernestinern und der Schaffung des neuen Fürstentums Sachsen-Coburg-Saalfeld wurde 1735 Coburg erneut Residenzstadt eines regierenden Herzogs und blieb es nunmehr bis zum Ende der Monarchie 1918.

## 19. Jahrhundert
Katholiken zogen spätestens im 18. Jahrhundert wieder in die Stadt, die am 25. März 1802 den ersten Gottesdienst in einem Zimmer in der Ketschengasse 1 feierten. 1806 überließ Herzog Ernst I. von Sachsen-Coburg und Gotha der kleinen römisch-katholischen Gemeinde die Nikolauskapelle zur Nutzung. Im Sommer 1806 wurde der erste Schutzbrief seit dem 15. Jahrhundert an eine jüdische Familie gegen hohe Geldzahlungen vergeben und ihr damit das Niederlassungsrecht in Coburg erteilt.
Von 1803 bis 1804 lebte der Dichter Jean Paul als herzoglicher Legationsrat in der Stadt. 1806 bekam Coburg seine erste Straßenbeleuchtung. 1806 und 1807 wurde die Stadt zweimal durch französische Truppen besetzt und bis zum Frieden von Tilsit verwaltet.
Im Jahr 1824 wurden in der Stadt 40 Gewerbe ausgeübt, unter denen die Leinenweberei, die Tucherzeugung und die Gerberei dominierten.
Nach dem Tod des Herzogs Friedrich IV. im Jahre 1825 endete das Herzogtum Sachsen-Gotha-Altenburg. Dies wurde gemäß dem Teilungsvertrag zu Hildburghausen unter Sachsen-Meiningen, Sachsen-Hildburghausen und Sachsen-Coburg-Saalfeld aufgeteilt. Im Jahr 1826 erhielt Herzog Ernst I., im Tausch für Sachsen-Saalfeld, unter anderem das Herzogtum Sachsen-Gotha. Das neue Staatsgebilde Sachsen-Coburg und Gotha stellte zunächst ein in Personalunion regiertes Doppelherzogtum dar. Für Coburg bedeutete dies, dass es nicht mehr alleinige Residenzstadt war, der Hof wechselte bis zum Ende der Monarchie regelmäßig zwischen Coburg und Gotha. Allerdings behielt Coburg wie Gotha seinen eigenen Landtag und die eigenständige Landesverwaltung.
Die Coburger Bevölkerung befürchtete die dauerhafte Verlegung des Hofes nach Gotha, das in zunehmendem Maße die volkreichere und repräsentativere Stadt mit wichtigem Gewerbe, Versicherungen und wachsender Industrie wurde.
In die Regierungszeit von Herzog Ernst I. fiel die Neugestaltung der beiden Nordflügel des Residenzschlosses Ehrenburg ab 1816 sowie des Schlossplatzes mit der Schaffung der Arkaden und des heutigen Hofgartens. Zusätzlich wurde von 1837 bis 1840 das Hoftheater (heutiges Landestheater) gebaut. Mit dem herzoglichen Kunst- und Naturalienkabinett (heutiges Naturkunde-Museum) erhielt die Bevölkerung 1844 einen ersten Zugang zu den Kunstschätzen der Herzöge von Sachsen-Coburg. 1852 wurde in Coburg die herzogliche Baugewerkschule als Vorläuferin der späteren Hochschule Coburg gegründet.
1854 entstand die erste Gasfabrik und 1858 erhielt Coburg durch die Werrabahn am Coburger Bahnhof den ersten Eisenbahnanschluss. Diese Eisenbahnverbindung führte unter anderem dazu, dass in den folgenden 60 Jahren Kaiser, Zaren, Könige und Fürsten oft zum Besuch ihrer Verwandtschaft nach Coburg kamen.

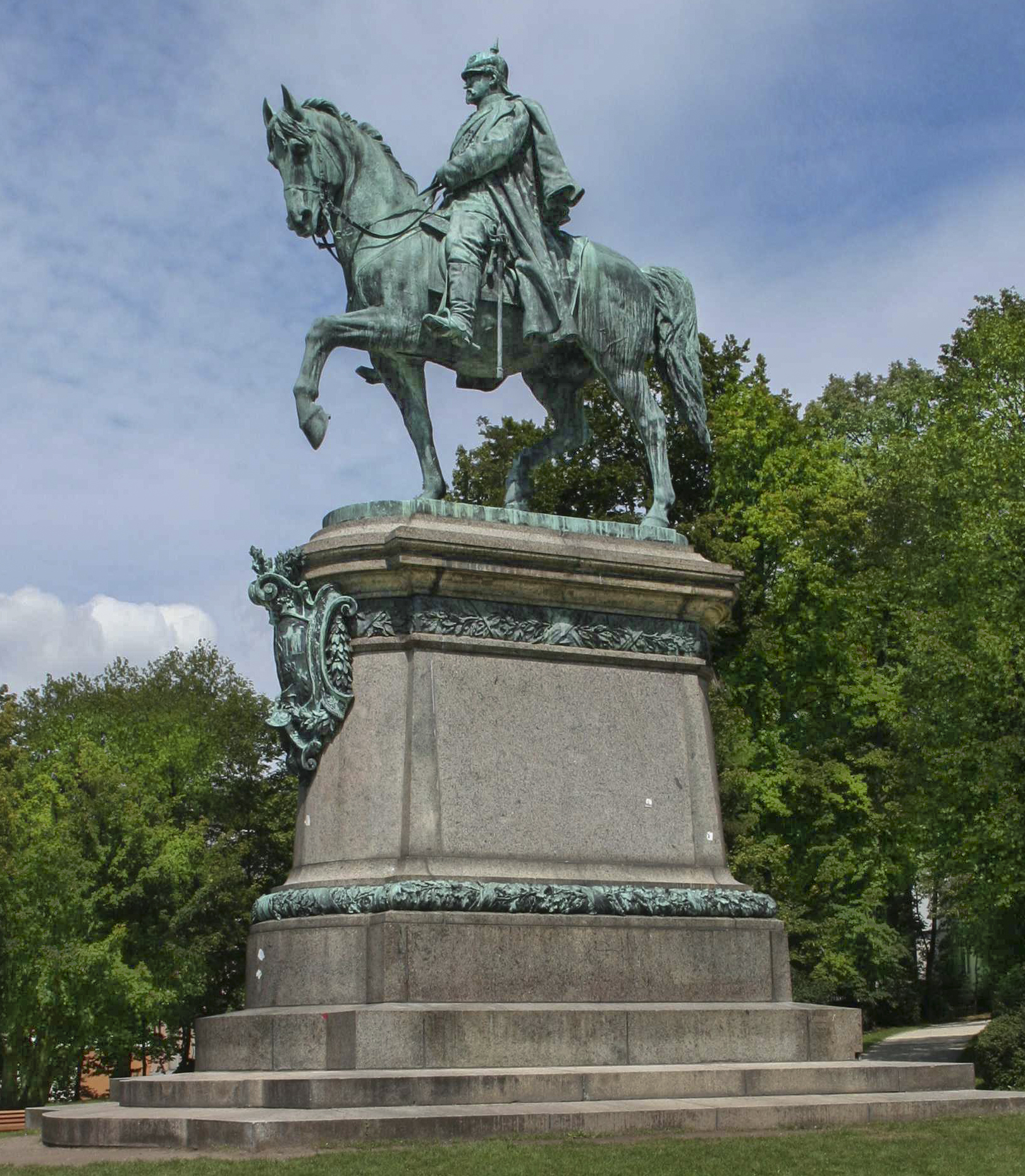
Reiterdenkmal Herzog Ernsts II. im Coburger Hofgarten

Unter der Regentschaft und dem Patronat des liberalen Nachfolgers von Herzog Ernst II. wurde Coburg Zentrum der in Vereinen organisierten deutschen Nationalbewegung. Der 1859 gegründete Deutsche Nationalverein hatte seinen Sitz in Coburg. In der herzoglichen Reithalle am Schlossplatz wurde im Juli 1860 das Erste Deutsche Turn- und Jugendfest sowie im September die erste Generalversammlung des Deutschen Nationalvereins veranstaltet. Zwei Jahre später im Jahr 1862 erfolgte die Gründung des Deutschen Sängerbundes. 1872 wurde die Stadt außerdem ständiger Tagungsort des Coburger Landsmannschafter-Verbandes (LC). Bei den genannten Veranstaltungen besuchten meist einige tausend Teilnehmer und Gäste die Stadt.
Als 49. deutsche Stadt bekam Coburg 1853 ein Gaswerk. Schon 1860 baute man das erste Wasserklosett britischer Herstellung in Schloss Ehrenburg für die Königin Victoria von Großbritannien ein. Die ersten hölzernen Trinkwasserleitungen wurden 1870 von den Quellen des Kürengrunds und Pilgramsroths in die Stadt geführt. Ab 1891 errichtete man zur Wasserversorgung ein Netz, das von 13 Kilometer entfernt liegenden Quellen bei Fischbach im Froschgrund gespeist wurde. Um 1880 wurde der Schlachthof eröffnet.
Der Walzerkönig Johann Strauss kam 1886 von Wien in die Stadt, um Coburger Bürger zu werden, damit er sich scheiden lassen konnte. 1894 waren anlässlich der Fürstenhochzeit des Großherzogs Ernst Ludwig von Hessen und bei Rhein mit der Tochter von Herzog Alfred, Victoria Melita von Sachsen-Coburg und Gotha, deren gemeinsame Großmutter die Königin Victoria von Großbritannien, der deutsche Kaiser Wilhelm II., der spätere Zar Nikolaus II. von Russland und weitere hocharistokratische Verwandtschaft zu Besuch in Coburg.
Der Schlosser, Unternehmer und Erfinder Andreas Flocken, der seit 1883 in der Callenberger Straße eine Maschinenfabrik für die Landwirtschaft betrieb, entwickelte dort 1888 den Flocken-Elektrowagen, der als das erste vierrädrige Elektroauto der Welt gilt.

## 20. und 21. Jahrhundert

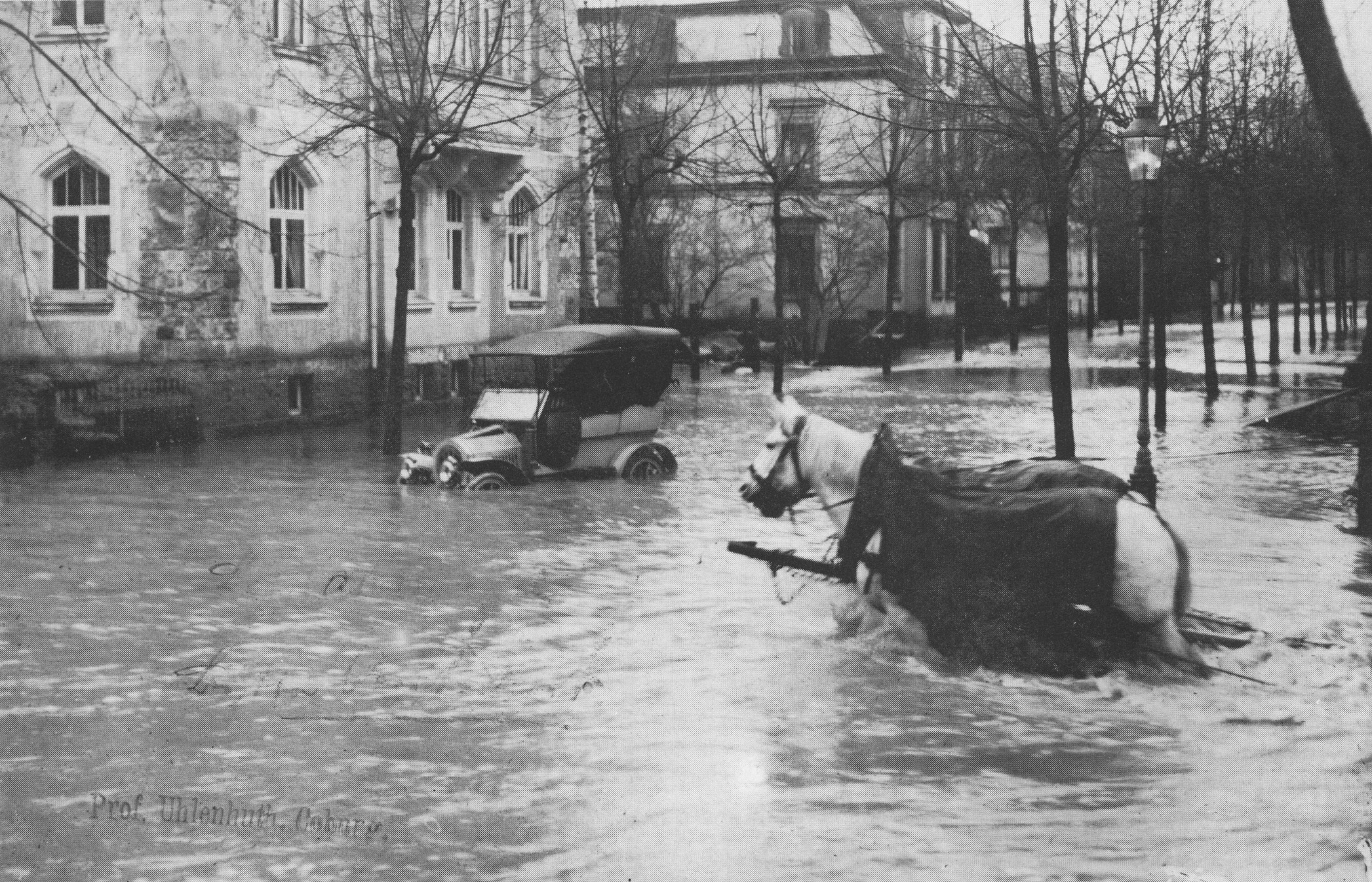
Hochwasser in der Lossaustraße, Februar 1909

Erst 1903 wurden in Coburg die Elektrizitätswerke in Betrieb genommen, 1907 war auf dem Friedhof am Glockenberg das Krematorium eines der ersten in Deutschland. Im gleichen Jahr war auch die Einweihung des Ernst-Alexandrinen-Volksbades. Der Bau des Hallenbades ging auf eine Initiative der Herzogin Alexandrine (Witwe Ernst II.) zurück und wurde von ihr auch finanziell unterstützt. In den Jahren 1907 bis 1916 erfolgte der Bau der Kanalisation nach dem Trennsystem; 1909 war dies in der Innenstadt fertiggestellt. Zwischen dem 4. und 5. Februar 1909 führten Schneeschmelze und Dauerregen zu großflächigen Überflutungen im Bahnhofsviertel.:S. 38 1913 eröffnete der Deutsche Flugverband den Flugstützpunkt Coburg auf der Brandensteinsebene zur Unterstützung der Militärluftfahrt mit Flughallen als dritten im Deutschen Reich.
Im Ersten Weltkrieg fielen 917 Einwohner. Die Novemberrevolution mit der Abdankung des deutschen Kaisers erweckte in Coburg zurückhaltende Reaktionen. In Gotha hatte sich dagegen bereits am 8. November 1918 ein Arbeiter- und Soldatenrat gebildet. Hermann Quarck, Vorstand der Coburger Ministerialabteilung, und Oberstleutnant von Erffa, Militärbefehlshaber des in Coburg liegenden Ersatzbataillons, befürchteten den Zustrom radikaler Gruppierungen aus Gotha, um die Geschehnisse in Coburg zu beeinflussen. Dies erfolgte aber am 9. November 1919 nicht. Von Erffa meinte seine Soldaten noch einigermaßen gut unter Kontrolle zu haben. Er hielt eine Ansprache an die Garnison. Seinen Männern verkündete er, dass er angesichts der aktuellen Ereignisse im gesamten Reich womöglich zum letzten Mal zu ihnen gesprochen habe. Auf Veranlassung seines Generalkommandeurs in Kassel schlug er vor, dass die Versammlung sofort einen Soldatenrat wählen sollte, um eine gewaltsame Auseinandersetzung mit der Obrigkeit zu vermeiden.
Am 10. November 1918 beschloss der Vorstand des SPD-Landesvereins die Gründung eines Arbeiter- und Soldatenrates. Vorsitzender wurde Reinhold Artmann, der am folgenden Tag eine Ansprache vom Balkon des Schlosses hielt. Am 13. November trat Herzog Carl Eduard zurück.:S. 66
In einer Volksbefragung am 30. November 1919 waren in der Stadt, die 23.413 Einwohner hatte, 85,44 % der Abstimmenden gegen den Beitritt des Freistaates Coburg zum thüringischen Staat. Es votierten 9402 Stimmen dagegen und 1624 dafür. So kam es im folgenden Jahr, nach mehreren Jahrhunderten staatlicher Eigenständigkeit, zur Vereinigung mit dem Freistaat Bayern. Der Vereinigungsvertrag sicherte Coburg den Fortbestand bisheriger Einrichtungen, z. B. Landestheater und Coburger Landesstiftung. Im Jahr 1919 wurden das Metallwerk Max Brose & Co., heute Brose Fahrzeugteile GmbH mit 3600 Mitarbeitern (Stand 2014) zweitgrößter Arbeitgeber in Coburg, und als drittgrößter Arbeitgeber Kaeser Kompressoren, heute 1600 Mitarbeiter (Stand 2015), gegründet. 1926 weihte der Oberbürgermeister das Freibad an der Rosenauer Straße ein.
Am 2. September 1921 fand auf dem Schlossplatz nach der Ermordung von Matthias Erzberger eine Protestkundgebung der SPD und USPD mit ungefähr 3000 Teilnehmern statt. Beim anschließenden Demonstrationszug durch die Innenstadt, der von den Behörden verboten worden war, kam es zu gewalttätigen Auseinandersetzungen mit der Landespolizei, die Schusswaffen einsetzte. Ein Toter und 20 Verletzte machten das Ereignis als „Coburger Blutsonnabend“ bekannt.
Vom 6. bis 8. September 1924 fand in Coburg ein Heimatfest anlässlich der Festungsweihe, als Abschluss der Bauarbeiten an der Veste, statt. Höhepunkt war ein drei Kilometer langer Festzug mit Darstellungen aus Sagen und Geschichte sowie mit 26 Musikkapellen. Rund 50.000 Festteilnehmer schätzte das Organisationskomitee.:S. 85

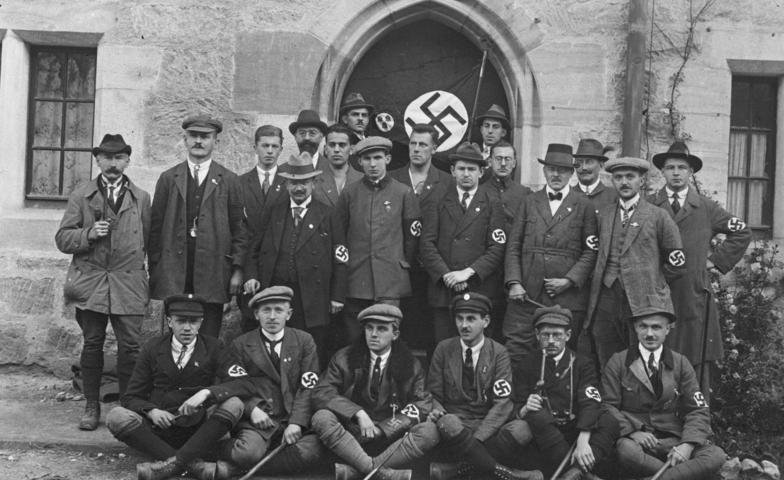
„Deutscher Tag“: NSDAP-Delegation

Vom 14. bis 15. Oktober 1922 veranstaltete der Deutschvölkische Schutz- und Trutzbund den dritten „Deutschen Tag“ mit ungefähr 3000 Teilnehmern. Eingeladen hatte dieser auch die NSDAP mit Adolf Hitler. Hitler kam in einem Sonderzug mit rund 650 SA-Begleitern in die Stadt. Straßenkämpfe und Schlägereien mit Gegendemonstranten linker Parteien sowie antisemitische Kundgebungen bestimmten dieses Wochenende in Coburg. Hitler würdigte den „Zug nach Koburg“ in seinem Buch Mein Kampf als Markstein der Bewegung. In den folgenden Jahren entwickelte sich die Stadt zu einer bekannten Hochburg des Nationalsozialismus und wurde im englischen Sprachraum später mit The first Nazi town tituliert. Am 23. Juni 1929 erhielt die NSDAP mit 43,1 Prozent der abgegebenen Wählerstimmen zum ersten Mal in einer deutschen Stadt bei den Stadtratswahlen mit 13 von 25 Sitzen die absolute Mehrheit der Mandate. Es begann die Karriere des späteren Bürgermeisters und Gauleiters Franz Schwede. Dieser sorgte unter anderem dafür, dass am 26. Februar 1932 Coburg als erste deutsche Stadt Adolf Hitler die Ehrenbürgerrechte verlieh. Im gleichen Jahr wurde das sogenannte Koburger Ehrenzeichen für die Teilnehmer am Deutschen Tag von 1922, eine der höchsten Auszeichnungen der NSDAP, eingeführt. Siehe Hauptartikel: Coburg in der Zeit des Nationalsozialismus

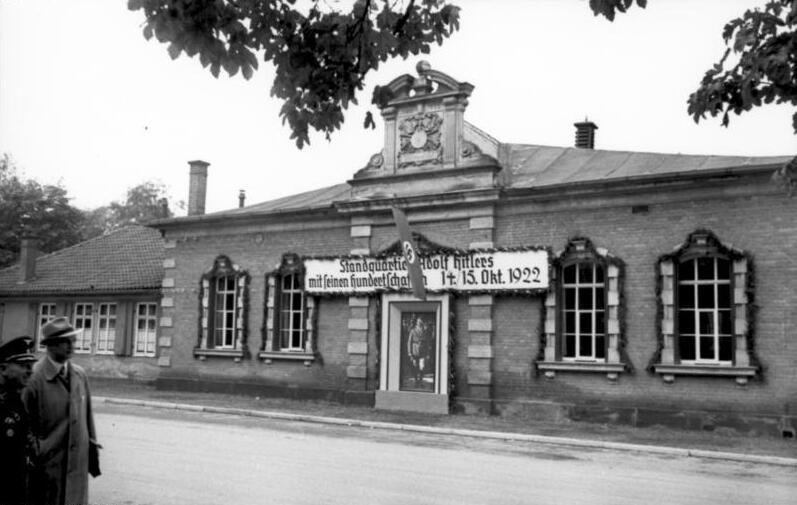
15-Jahr-Feier zum Zug nach Koburg, Oktober 1937, Altes Schützenhaus, ehemaliges Standortquartier der Nationalsozialisten im Oktober 1922

Zeitgleich mit dem Zuspruch für den Nationalsozialismus entwickelte sich in der Stadt der Antisemitismus. Schon 1923 beklagte sich der Central-Verein deutscher Staatsbürger jüdischen Glaubens bei der Regierung von Oberfranken über Gewalttätigkeiten von NSDAP-Mitgliedern gegen die jüdische Bevölkerung Coburgs. In den folgenden Jahren nahmen die Übergriffe immer mehr zu und fanden einen ersten Höhepunkt 1931. Im Jahr 1929 beschloss der Stadtrat die Besteuerung von Warenhäusern und Filialen, diese waren in Coburg generell in jüdischem Besitz. Coburg führte diese Steuer als erste Stadt in Deutschland ein. Am 10. März 1933 begann, zusammen mit Verhaftungen und Misshandlungen, der Boykott sowie die Aufforderung zur Schließung jüdischer Geschäfte. 1933 hatte die jüdische Gemeinde noch 233 Mitglieder, Ende 1942 lebte keiner mehr in der Stadt, da sie entweder ins Ausland geflohen waren oder in Vernichtungslager deportiert und ermordet wurden. Siehe Hauptartikel: Geschichte der Juden in Coburg
Obwohl Coburg damals keine Hochschulstadt war, fand schon am 7. Mai 1933, drei Tage vor den landesweiten Aktionen, im Innenhof der Ehrenburg eine Bücherverbrennung statt. Initiator war der Studienrat Franz Heimberger, NSDAP-Mitglied und Leiter der städtischen Volksbücherei. Im Rahmen der Aufrüstung der Wehrmacht wurden in der Stadt ab 1934 wieder militärischen Einheiten stationiert und drei Kasernen am nördlichen Stadtrand errichtet.

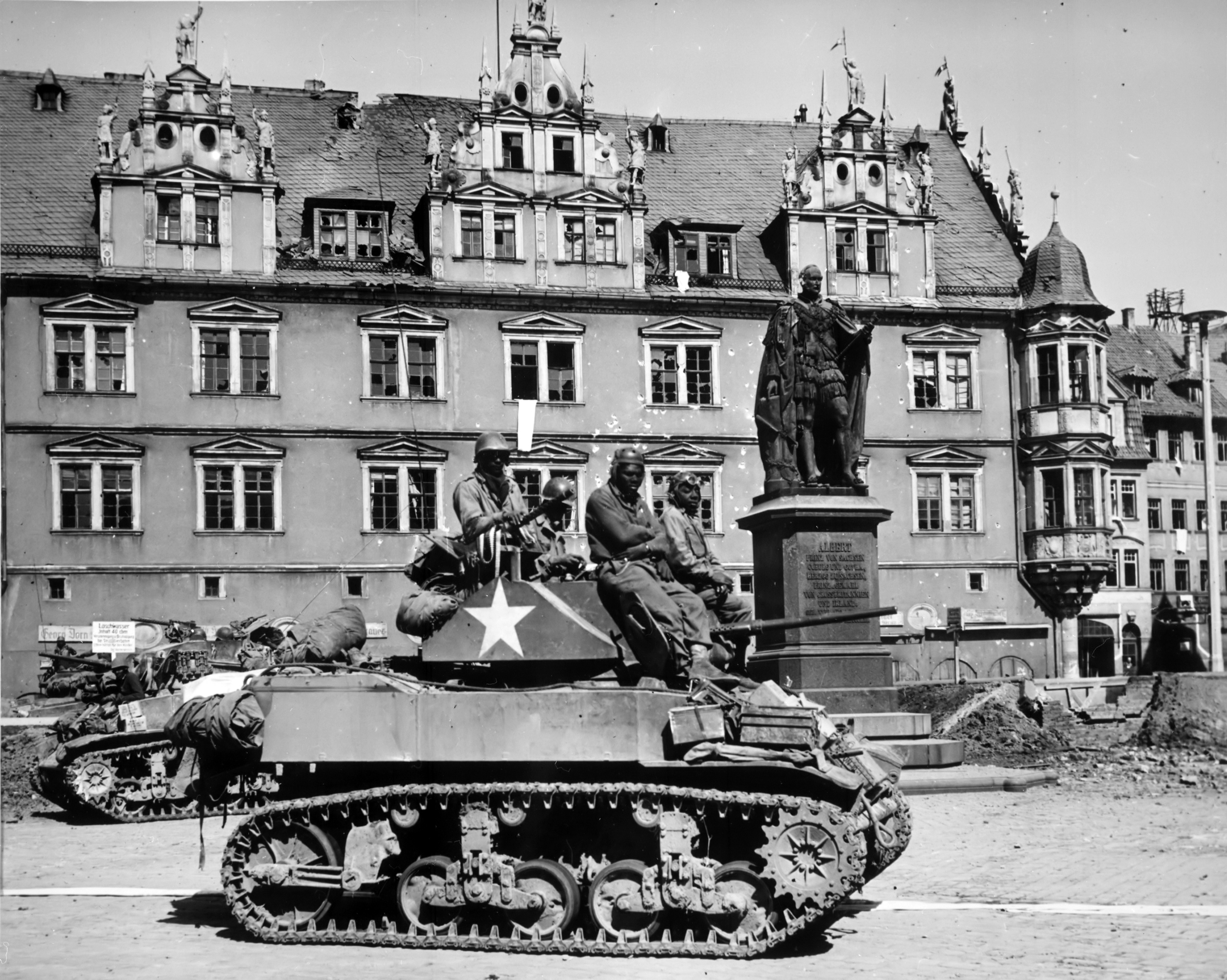
Coburg 1945

Im Verlauf des Zweiten Weltkriegs blieb Coburg lange von Luftangriffen verschont. Am 17. August 1940 trafen die Bomben von zwei britischen Flugzeugen drei Gebäude.:S. 163 Ende März 1945 gab es verstärkte alliierte Luft- und Tieffliegerangriffe. Anfang April 1945 befanden sich rund 1500 Wehrmachtssoldaten ohne schwere Waffen in dem zur Festung erklärten Coburg. Am 9. April 1945 setzte sich der Oberbürgermeister August Greim Richtung Bayreuth ab. Vor der Einnahme der Stadt am 11. April 1945 durch Einheiten der 11. US-Panzerdivision hatten Bombenangriffe und Artillerie- sowie Panzerbeschuss seit dem 8. April 44 total zerstörte, 112 schwer sowie 328 leicht beschädigte Häuser zur Folge.:S. 187 402 Wohnungen waren völlig zerstört und 639 beschädigt, was einem Zerstörungsgrad von 4,1 % entsprach. 45 Coburger und 74 Zwangsarbeiter aus Osteuropa kamen ums Leben.:S. 187Die Entscheidung für Bayern im Jahr 1919 gewann rückblickend noch einmal an Gewicht. Coburg und der Landkreis Coburg wurden Teil der Amerikanischen Besatzungszone, während das thüringische Hinterland zur Sowjetischen Besatzungszone gehörte und bis 1989 durch die innerdeutsche Grenze von Coburg abgeschnitten blieb. Coburg lag somit im Zonenrandgebiet.
Die Zuwanderung von Heimatvertriebenen, vor allem aus dem Sudetenland, ließ die Einwohnerzahl von 32.552 im Jahr 1939 auf über 50.000 im Jahr 1947 anwachsen und bis 1950 auf knapp 46.000 einpendeln. Die erforderlichen Neubauten entstanden unter anderem in Gebieten mit Straßennamen wie Heimatring, Neue Heimat oder Schlesierweg. Die Schülerzahlen steigerten sich, bezogen auf den Vorkriegsstand, um 116 % auf 10.266. Die Folge waren Schichtunterricht an den Schulen und Neu- sowie Erweiterungsbauten.
Im Jahr 1950 verlegte die Haftpflicht-Unterstützungs-Kasse kraftfahrender Beamter Deutschlands a. G., Erfurt ihren Sitz nach Coburg. Heute heißt die Versicherungsgruppe HUK-COBURG und ist mit über 5736 Mitarbeitern in Coburg (Stand 2017) der größte Arbeitgeber und Gewerbesteuerzahler. Seit 1951 ist Coburg der ständige Tagungsort des Coburger Conventes der Landsmannschaften und Turnerschaften an Deutschen Hochschulen (CC) (Pfingstkongress). Am 21. September 1951 wurde Coburg Standort des Bundesgrenzschutzes und die ehemalige Hindenburg-Kaserne als BGS-Kaserne Unterkunft von zwei Hundertschaften der Grenzschutzabteilung Süd III.
Von 1986 bis 1988 wurde im Stadtteil Neuses ein Müllheizkraftwerk errichtet. Am 11. November 1989, dem ersten Samstag nach der Öffnung der innerdeutschen Grenze, kamen ungefähr 55.000 Bürger der DDR in ihren Autos nach Coburg. Dies führte unter einer überschwänglichen Stimmung zu einem Verkehrschaos und einem Ausverkauf in den Geschäften. Seitdem hat die Stadt wieder ihre zentrale Lage in Deutschland, was aber auch den Abzug des Bundesgrenzschutzes im Jahr 1998 zur Folge hatte, wodurch Coburg keine Garnisonsstadt mehr ist.
Im Juli 1992 fand erstmals das Samba-Festival statt, welches sich seitdem mit über 80 Gruppen und 2000 Aktiven zur größten Veranstaltung dieser Art außerhalb Brasiliens entwickelte und mit über 100.000 Besuchern inzwischen das wichtigste jährliche Ereignis in der Stadt geworden ist.
Obwohl keine Residenzstadt mehr, hat Coburgs Bedeutung für die Region, insbesondere durch die Vereinigung mit Bayern und durch die Wiedervereinigung Deutschlands, zugenommen. Die Stadt, seit 30. Mai 2005 Europastadt, ist Oberzentrum mit wichtiger Infrastruktur, wie Landestheater, Landesbibliothek, Klinikum und vielen verschiedenartigen Schulen. Erst im Sommer 2008 war die Stadt mit der Fertigstellung der Bundesautobahn 73 an das Autobahnnetz angeschlossen.
Es gab 2009 in Coburg über 30.000 sozialversicherungspflichtig Beschäftigte und die gemeindliche Steuerkraft betrug 2078 Euro je Einwohner, der höchste Wert in Bayern.
Am 27. Mai 2012 zerstörte die schlimmste Brandkatastrophe in der jüngeren Stadtgeschichte in der Coburger Innenstadt sechs Gebäude, von denen vier unter Denkmalschutz standen. 16 Menschen wurden leichtverletzt, 60 Personen im Quartier mussten ihre Wohnungen verlassen und 25 Wohnungen wurden unbewohnbar. Das Feuer entstand im Dachstuhl des Hauses Herrngasse 12 und breitete sich im mit Hinterhöfen engbebauten Quartier zwischen Herrngasse, Steingasse, Rückertstraße und Marktplatz aus. Auch das Coburger Puppenmuseum wurde beschädigt.
Während der Reformationszeit stellte Coburg einen wichtigen Aufenthaltsort für Martin Luther dar. Bis heute haben die Wirkungsstätten Luthers in Coburg nicht an spiritueller und touristischer Bedeutung verloren. Mit dieser Begründung verlieh der Rat der Gemeinschaft Evangelischer Kirchen in Europa (GEKE) mit Sitz in Wien Coburg im Dezember 2014 den Titel „Reformationsstadt Europas“.